# Emily Batty
Emily Batty (Oshawa, Ontario, 16 de juny de 1988) és una esportista canadenca que competeix en ciclisme de muntanya en la disciplina de camp a través, guanyadora d'una medalla de bronze al Campionat Mundial de Ciclisme de Muntanya de 2016.

## Carrera esportiva
Va començar a competir el 1999, i dos anys més tard va disputar la Canada Cup Series. Va competir per a l'equip ciclista Trek World Racing en la temporada 2010-2011, i des de la temporada 2011-2012 ho fa sota el Subaru-Trek.
Va guanyar la medalla d'or als Jocs Panamericans de 2015 i la medalla de plata als Jocs de la Mancomunitat de 2014, ambdues en la prova de camp a través.

## Palmarès en ciclisme de muntanya
- 2007
  -  Campiona del Canadà sub-23 en Camp a través
- 2008
  -  Campiona del Canadà sub-23 en Camp a través
- 2010
  -  Campiona del Canadà sub-23 en Camp a través
- 2013
  -  Campiona del Canadà en Camp a través
- 2015
  - Medalla d'or als Jocs Panamericans en Camp a través
- 2017
  -  Campiona del Canadà en Camp a través

## Palmarès en ciclocròs
- 2011
  -  Campiona del Canadà en ciclocròs